# アリーファ・リファアト
アリーファ・リファアト（アラビア語: أليفة رفعت ,英語: Alifa Rifaat、1930年6月5日 - 1996年1月4日）はエジプトの作家。ムスリムの女性の視点を生かした短篇小説を発表し、作品は英語、ドイツ語、オランダ語、スウェーデン語などに翻訳されている。リファアトは女性器切除問題や性交渉における充足、抑圧される感情など物議を醸す問題提起を行い、女性の人権に関する主張を提示し続けた。

## 人物
1930年、リファアトは比較的裕福な家庭に生まれる。
1951年、大学へ進学したいという希望に反して結婚を強いられる。しかし数ヶ月に渡って性交渉を持たないことにより婚姻を完了させず、最初の結婚を破綻させる。二度目の結婚は警察官である従兄弟とであったが、やはり父権主義的かつ独占欲も強く、執筆も出版も許されなかった。そのため多くの筆名を用い、またバスルームで執筆を行うなどして夫の目を逃れ、多くの短編を生み出してきた。しかし作家として本格的に活動を始めたのは、夫の死後、50歳ほどになってからだった。

## 著作
- Distant View of a Minaret and Other Stories, Heinemann, (1987) デニス・ジョンソン＝デイヴィス（D.Johnson-Davies）編訳